# Alfred Escher
Alfred Escher nome porque é conhecido Johann Heinrich Alfred Escher vom Glas (Zurique, 20 de fevereiro de 1819 – Enge, 6 de dezembro de 1882) foi um político suíço, grande economista e pioneiro do caminho de ferro na Suíça, é o descendente de uma antiga família de Zurique, os vom Glas,
Pelo acúmulo dos mandados políticos e pelas actividades que manteve na fundação e na direcção dos Caminhos de ferro do Nordeste, da Sociedade dos caminhos de ferro do Gotardo e na criação do Crédit Suisse, influenciou como mais ninguém a política e a economia da Suíça do Século XIX.

## Promotor

### Caminhos de ferro

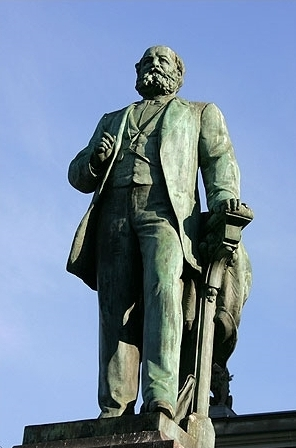
Monumento de A. Escher na praça da estação de Zurique

Os comboios aproximam-se da Suíça por todos os lados mas os projectos actuais só a contornam o que risca de a manter isolada no meio da Europa. Visionário foi ele que conseguiu promulgar uma lei sobre os caminhos de ferro que teve por efeito uma explosão de criação destas companhias e entre elas a dos Caminhos de ferro do Nordeste ou a sua própria,  a Sociedade dos caminhos de ferro do Gotardo.

### EPFZ
Paralelamente com os comboios e apercebendo-se da não existência de nenhuma escola para a formação de técnicos e engenheiros, Escher lançou a ideia de criação de uma escola desse tipo que deu origem há Escola Politécnica Federal de Zurique (EPFZ) que foi inaugurada em 1845.
Este banco foi o iniciador da importância financeira da praça de Zurique.

### Crédit Suisse
A importante necessidade de capitais para a realização da rede ferroviária e a falta na Suíça de um estabelecimento financeiro capaz de pôr á disposição dos particulares ou empresas o financiamento de tais empresas, levou-o á fundação do Crédit Suisse para poder assegurar justamente o  financiamento dos Caminhos de ferro do Gotardo.

## Principais mandados e funções
O numero de funções acumuladas  por Alfred Escher resta inigualável na Suíça como o demonstra esta lista muito parcial:
| Período   | Mandado ou função                                                                                           |
| --------- | --- |
| 1839–1840 | Presidente da Société suisse des Étudiants de Zofingue                                                      |
| 1844–1847 | Docente da Universidade de Zurich                                                                           |
| 1844–1882 | Membro do Conselho cantonal de Zurich (e Presidente em 1848, 1852, 1857, 1861, 1864 et 1868)                |
| 1845–1855 | Membro do Conselho de Zurique para a educação                                                               |
| 1846–1849 | Membro do Conselho de Zurique de legislação                                                                 |
| 1847–1848 | Chancelier do Estado do cantão de Zurich                                                                    |
| 1848–1855 | Conselheiro do Estado de Zurique (e Presidente do Conselho do Estado em 1849, en 1851-52 et de 1853 à 1855) |
| 1848–1849 | Membro do Conselho das finanças de Zurique                                                                  |
| 1848      | Comissário federal no Tessino                                                                               |
| 1848–1882 | Conselheiro national (e Presidente do Conselho nacional em 1849-50, 1856-57 e 1862-63)                      |
| 1849–1855 | Membro do Conselho sinodal de Zurique                                                                       |
| 1849–1852 | Membros do Conselho do Estado de Zurique                                                                    |
| 1853      | Presidente da direcção da Compagnie des chemins de fer de Zurich–lac de Constance                           |
| 1853–1872 | Presidente da direcção dos Chemins de fer do Nord-Est                                                       |
| 1854–1882 | Vice-Presidente do Conselhode l’École polytechnique fédérale de Zurique (EPFZ)                              |
| 1856–1877 | Presidente do Conselho de administração do Crédit Suisse ( e 1880–1882)                                     |
| 1859–1874 | Membro do Conselho municipal da cidade de Zurich                                                            |
| 1871–1878 | Presidente da direcção da Société des chemins de fer do Gothard                                             |
| 1872–1882 | Presidente do Conselho de administração ds Chemins de fer do Nord-Est                                       |